# Expedição Kon-Tiki

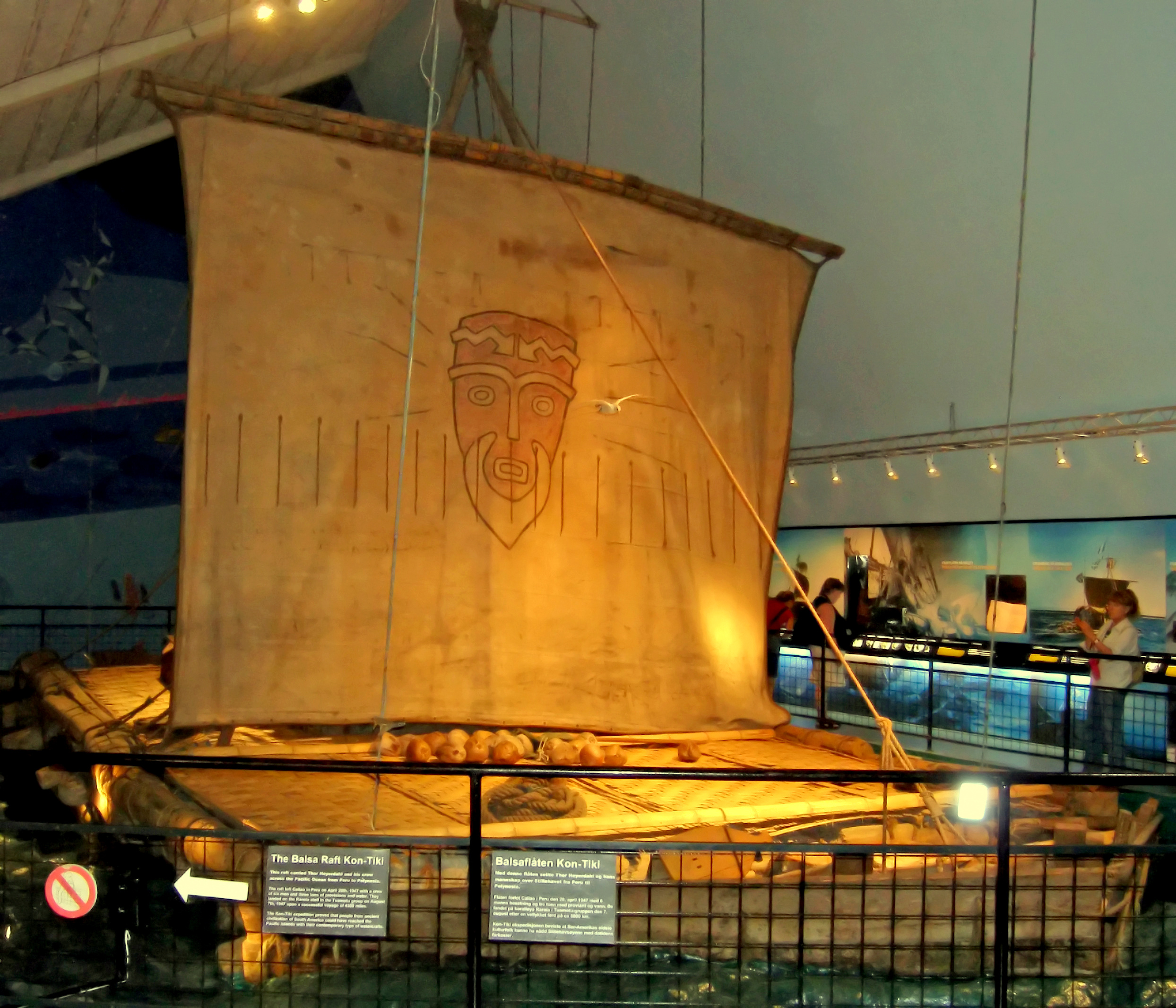
Barco Kon-Tiki em um museu na Noruega.

Kon-Tiki foi o barco utilizado pelo explorador norueguês Thor Heyerdahl (1914-2002), em sua expedição pelo Oceano Pacífico, partindo da América do Sul para a Polinésia, em 1947, com o intuito de demonstrar a possibilidade de que a colonização da Polinésia tinha sido realizada por via marítima por indígenas (ou nativos) da América do Sul. O nome do barco foi homenagem ao deus do sol inca, Viracocha, o qual era também chamado de "Kon-Tiki" pelos habitantes da Polinésia. A palavra "tiki" significa um deus, portanto, o deus Kon. Kon-Tiki é também o nome do livro que Heyerdahl escreveu sobre sua expedição.
Heyerdahl defendia a tese de que os povos da América do Sul poderiam ter alcançado a Polinésia em tempos pré-colombianos. Seu objetivo foi demonstrar a possibilidade de que a colonização da Polinésia tinha sido realizada por via marítima da América do Sul, em jangadas idênticas ao barco utilizado durante a expedição, e conduzido apenas pelas marés, correntes e força do vento, que é quase constante, na direção leste-oeste ao longo do Equador. No entanto, a expedição dispunha de equipamentos como rádio, relógios, mapas, sextantes e facas, ainda que os mesmos não fossem pertinentes ao tentar provar que uma jangada poderia fazer tal travessia. Aqueles instrumentos não influíram, contudo, no deslocamento do barco, apenas ajudaram na orientação e na comunicação com o continente, em caso de que houvesse algum acidente.
A expedição Kon-Tiki foi financiada através de empréstimos, e contou com doações de militares do exército dos Estados Unidos. Heyerdahl viajou para o Peru, algum tempo antes, junto com um pequeno grupo de pessoas e dentro do espaço previsto pelas autoridades nacionais, se dedicava à construção da jangada. Para isso, foram utilizas toras de madeira balsa e outros materiais nativos, e manteve o estilo de construção indígena como visto nas imagens deixadas pelos conquistadores espanhóis.